# سیرسالیس (دهانه)
سیرسالیس یک دهانه برخوردی در ماه‌ است.

## دهانه‌های اقماری
این دهانه ۱۲ دهانه اقماری دارد.
| Sirsalis | عرض جغرافیایی | طول جغرافیایی | قطر          |
| -------- | ------------- | ------------- | ------------ |
| A        | ۱۲.۷° S       | ۶۱.۳° W       | ۴۹.۰ کیلومتر |
| C        | ۱۰.۳° S       | ۶۳.۸° W       | ۲۲.۰ کیلومتر |
| B        | ۱۱.۱° S       | ۶۳.۷° W       | ۱۶.۰ کیلومتر |
| E        | ۸.۱° S        | ۵۶.۵° W       | ۷۲.۰ کیلومتر |
| D        | ۹.۹° S        | ۵۸.۶° W       | ۳۵.۰ کیلومتر |
| G        | ۱۳.۷° S       | ۶۱.۷° W       | ۳۰.۰ کیلومتر |
| F        | ۱۳.۵° S       | ۶۰.۱° W       | ۱۳.۰ کیلومتر |
| H        | ۱۴.۰° S       | ۶۲.۴° W       | ۲۶.۰ کیلومتر |
| K        | ۱۰.۴° S       | ۵۷.۳° W       | ۷.۰ کیلومتر  |
| J        | ۱۳.۴° S       | ۵۹.۸° W       | ۱۲.۰ کیلومتر |
| T        | ۹.۲° S        | ۵۳.۴° W       | ۱۶.۰ کیلومتر |
| Z        | ۱۰.۷° S       | ۶۱.۹° W       | ۹۱.۰ کیلومتر |